# پتاه (سری‌لانکا)
پتاه (به لاتین: Pettah) یک منطقهٔ مسکونی در سری‌لانکا است که در ناحیه کلمبو واقع شده‌است.